# 梁伯嵩
梁伯嵩（1972年3月28日—），台灣高雄人，國立交通大學電子研究所博士，國立臺灣大學管理學院 EMBA 商學組畢業。現於 台灣新竹科學園區 聯發科技 服務，擔任前瞻技術平台 資深處長，並兼任 國立臺灣大學電機資訊學院資訊工程系 （页面存档备份，存于） 與 國立臺灣大學重點科技研究學院 （页面存档备份，存于） 合聘之客座教授 。
梁伯嵩曾獲得中華民國十大傑出青年、三度獲得 經濟部智慧財產局 國家發明創作獎 (發明獎一金二銀) 、經濟部技術處 產業科技發展獎-傑出青年創新獎、資訊月傑出資訊人才獎、李國鼎青年研究獎等重要獎項。並為83件世界各國發明專利之主要發明人
。
梁伯嵩亦曾為凌陽科技之32-bit 內嵌式處理器「S+Core™」主要規劃與架構設計者，此處理器為矽導計畫與晶片系統國家型科技計畫之重要成果
。

## 獎項
- 2008 國際青年商會中華民國總會 第46屆「中華民國十大傑出青年」(科技發展類)[3]
- 2008 中華民國 經濟部 智慧財產局 「國家發明創作獎」發明獎 銀牌 [13]
- 2007 中華民國 經濟部 智慧財產局 「國家發明創作獎」發明獎 金牌 [14][15]
- 2007 中華民國 經濟部 技術處 第15屆 「產業科技發展獎－傑出青年創新獎」 [16][17]
- 2006 中華民國 經濟部 智慧財產局 「國家發明創作獎」發明獎 銀牌 [18]
- 2006 中華民國 資訊月 「傑出資訊人才獎」 [19]
- 2006 ACM台灣分會/中華民國資訊學會 「李國鼎青年研究獎」 [20] [21]
- 2000 台灣工業銀行創業大賽 第1屆 第二名[22]
- 1997 中華民國科技管理學會 學生科技創新產品育成獎[23]

## 相關資訊
- 梁伯嵩, "EP3：「摩爾定律不是物理定律，是人類智慧的經濟定律！」摩爾定律、半導體驅動的低耗能運算" (廣播訪問錄音), IC之音 竹科廣播, 零碳未來, 2022/03/15
- 梁伯嵩, "EP4：要多功能、又要低耗能？設計手機就像「越野求生的障礙賽跑！」半導體驅動的低耗能運算與裝置節能 （页面存档备份，存于）"(廣播訪問錄音), IC之音 竹科廣播, 零碳未來，2022/03/22
- 梁伯嵩, "IC運算平台趨勢 : 數位運算、人工智慧與量子運算 （页面存档备份，存于）" (演講 Youtube影音), 臺灣大學資訊工程學系暨研究所 專題討論演講 （页面存档备份，存于）, 2021/9/25
- 梁伯嵩, "IC運算平台趨勢:  數位運算、人工智慧與量子運算 （页面存档备份，存于）" (演講 Youtube影音),  科技部半導體射月計畫, 109年度成果展示媒合暨產學技術交流會議 （页面存档备份，存于）, 2022/9/6
- Bor-Sung Liang, “Entrepreneurship-driven growth in the integrated circuit design industry," (論文)  Nature Electronics （页面存档备份，存于）, vol.4, 234–236, 14 April 2021.
- 梁伯嵩, "科技評估與治理 （页面存档备份，存于）”, （引言投影片）行政院 第11次全國科學技術會議 （页面存档备份，存于） , 議題二 科研與前瞻 引言人簡報, 2020/12/21.
- 自由時報, "十大傑出青年 梁伯嵩 從一而終 把自己當品牌經營"，2008/12/31 D11版 （页面存档备份，存于）
- 商業周刊, "在冬天跳下水 才能更看清自己", 第1099期，2008/12/15 （页面存档备份，存于）